# Provinz Bulawayo
Die Provinz Bulawayo (englisch Bulawayo Province) ist eine Provinz im Südwesten von Simbabwe. Ihre Hauptstadt ist Bulawayo. Sie hat eine Fläche von 546 km² und in ihr leben 665.952 Menschen (Stand Volkszählung 2022). Die Leitung der administrativen Strukturen unterliegt einem Gouverneur.
Zusammen mit der Landeshauptstadt Harare ist Bulawayo eine von zwei Städten in Simbabwe, die zugleich eine Provinz ist. Im Gegensatz zu Harare, das in vier Distrikte aufgeteilt ist, bildet die Stadt und die Provinz nur den Distrikt Bulawayo Urban.